# Bodiluddelingen 1982
Bodiluddelingen 1982 blev afholdt i 1982 i Palads i København og markerede den 35. gang at Bodilprisen blev uddelt.
For første gang i Bodil'ens historie, var det en børnefilm, der dominerede uddelingen. Filmatiseringen af Ole Lund Kirkegaards børnebog Gummi-Tarzan af Søren Kragh-Jacobsen blev uddelingens store vinder med fire priser; for bedste danske film, bedste mandlige hovedrolle til Otto Brandenburg, bedste mandlige birolle til Peter Schrøder, samt Æres-Bodil'en til filmfotograf Dan Laustsen. Ghita Nørby modtager sin anden Bodil-pris som denne gang er for sin birolle i Henning Carlsens Pengene eller livet.

## Vindere
| Bedste mandlige hovedrolle                    | Bedste kvindelige hovedrolle                     |
| --------------------------------------------- | ------------------------------------------------ |
| - Otto Brandenburg for Gummi-Tarzan           | - Solbjørg Højfeldt for Slingrevalsen            |
| Bedste mandlige birolle                       | Bedste kvindelige birolle                        |
| - Peter Schrøder for Gummi-Tarzan             | - Ghita Nørby for Pengene eller livet            |
| Bedste danske film                            | Bedste ikke-europæiske film                      |
| - Gummi-Tarzan af Søren Kragh-Jacobsen        | - De fire årstider af Alan Alda                  |
| Bedste europæiske film                        | Bedste dokumentarfilm                            |
| - Den franske løjtnants kvinde af Karel Reisz | - Historien om Kim Skov af Hans-Henrik Jørgensen |

## Øvrige priser

### Æres-Bodil
- Dan Laustsen (fotograf) for sin fotografering af bl.a. Gummi-Tarzan